# Canal de Heusden
O Canal de Heusden (em neerlandês: Heusdensch Kanaal) é um canal de navegação localizado na divisa das províncias da Guéldria e Brabante do Norte. O canal tem um comprimento de 2,3 km.
O canal liga o Afgedamde Maas ao Bergsche Maas e situa-se entre Wijk en Aalburg e a ilha de Nederhemert, em frente ao porto de Heusden, a cidade que lhe deu o nome. Na entrada sul do canal, próxima ao Bergse Maas existe uma eclusa, a Kromme Nolkering. Esta eclusa foi construída em 1995, quando ficou evidente que a proteção dos diques do canal de Hesden e do Afgedamde Maas não eram suficientes contra as inundações repentinas extremas. Sobre a comporta da eclusa foi construída a única ponte que cruza o canal, e liga Wijk en Aalburg e Eethen a Ammerzoden.